# Pandemonium (film, 1982)
Pour plus de détails, voir Fiche technique et Distribution.
Pandemonium est une comédie horrifique américaine réalisée par Alfred Sole et sortie en 1982.

## Synopsis
En 1963, dans l’Indiana, un camp de pom-pom girls doit fermer à la suite du meurtre de plusieurs filles dans une université affiliée. Près de vingt ans plus tard, une pom-pom girl chevronnée rouvre le camp, ignorant les avertissements à propos d'une supposée malédiction sur les lieux où eu le meurtre. Les tueries recommencent bientôt mais il s’avère que le tueu est une célébrité locale, qui n’a jamais réalisé son rêve de devenir une pom-pom girl.

## Fiche technique
- Titre original : Pandemonium
- Réalisation : Alfred Sole
- Scénario : Jaime Klein et Richard Whitley
- Musique : Dana Kaproff
- Décors : Charles Graffeo
- Costumes : Roberta Weiner
- Photographie : Michel Hugo
- Montage : Eric Jenkins
- Producteur : Doug Chapin
  - Producteur associé : Jaime Klein et Richard Whitley
  - Producteur délégué : Barry Krost
- Sociétés de production : United Artists, TMC Venture et Krost/Chapin Productions
- Société de distribution : MGM/UA Entertainment Company
- Pays de production :  États-Unis
- Langue originale : anglais
- Format : couleur — 2,35:1
- Genre : comédie horrifique
- Durée : 82 minutes
- Dates de sortie :
  - États-Unis : 2 avril 1982

## Acteurs principaux
- Tom Smothers : Cooper
- Carol Kane : Candy
- Paul Reubens : Johnson
- Eve Arden : la jardinière
- Candice Azzara : Bambi
- Eileen Brennan : la mère de Candy
- Judge Reinhold : Glenn
- Kaye Ballard : la mère de Glenn
- Donald O'Connor : le père de Glenn
- Tab Hunter : Blue Grange
- David Lander : Pepe
- Phil Hartman : le journaliste
- Debralee Scott : Sandy
- Marc McClure : Randy
- Teri Landrum : Mandy
- John Paragon : le prisonnier
- Lynne Marie Stewart : l'hôtesse de l'air
- Gary Allen : Dr Fuller
- Sydney Lassick : un homme à l'arrêt de bus
- Edie McClurg : la mère de Blue
- Lenny Montana : le coach
- Richard Romanus : Jarrett